# Buss till Italien
Buss till Italien är en svensk drama- och äventyrsfilm från 2005 i regi av Daniel Lind Lagerlöf.

## Handling
Ylva (Livia Millhagen) åker buss till Italien tillsammans med en kyrkokör som hon är ledare för. De betydligt yngre killarna Ruben (Adam Pålsson) och Erik (Karl Linnertorp) blir intresserade av henne.

## I rollerna
- Livia Millhagen – Ylva
- Karl Linnertorp – Erik
- Adam Pålsson – Ruben
- Anna Lyons – Ia
- Johan Holmberg – Rikard
- Mats Andersson – Svante
- Marie Tilander – Lillemor